# ساره احمد
ساره احمد (سارة سمیر السید محمد أحمد؛ زادهٔ ۱ ژانویهٔ ۱۹۹۸) ورزشکار وزنه‌برداری اهل مصر است.
وی در مسابقات کشوری و بین‌المللی در مجموع برندهٔ ۹ مدال طلا، ۱ مدال نقره، ۲ مدال برنز شده‌است.